# The Whispers (banda)
The Whispers es un grupo musical estadounidense de Los Ángeles que ha conseguido grandes éxitos desde la década de 1960. Son más conocidos por sus dos sencillos de R&B, «And the Beat Goes On» en 1980 y «Rock Steady» en 1987. The Whispers obtendría 15 sencillos de R&B entre los 10 primeros, y 8 álbumes de R&B entre los 10 primeros. Ellos consiguieron 2 álbumes de platino y 5 álbumes de oro por RIAA.

## Carrera musical
The Whispers se formó en 1963 en Watts, California. Los miembros originales incluía a los hermanos gemelos Wallace Scotty y Walter Scott, junto a Gordy Harmon, Marcus Hutson y Nicholas Caldwell. Luego de haber sido invitados a Área de la Bahía de San Francisco en 1966 por Sly Stone, el grupo se trasladó a esa área donde empezarían a conseguir reputación con actos en vivo. Walter Scott fue reclutado para servir en la guerra de Vietnam, durante ese periodo durante 18 meses, volviendo en 1969. Luego de que Harmon se lastimara la laringe en un accidente de tránsito, este fue reemplazado por Leaveil Degree, exmiembro de Friends of Distinction. 
El grupo habría conseguido varios éxitos en listas de R&B y Billboard Hot 100 entre los años 1970 y 1980, y consiguiendo el número 1 en la lista de Hot Dance Club Play en 1979 con «And The Beat Goes On», «Can You Do the Boogie» y «Out the Box». En 1987, ellos disfrutarían de una permanencia en el Top 10 cuando «Rock Steady» se hizo su primer éxito en estar en el Top 10 en los Hot 100, consiguiendo el número 7, mientras que eran los número 1 en la lista de R&B.
Después de una serie de sencillos en Los Ángeles, The Whispers firmaría un contrato con una pequeña empresa discográfica, Soul Clock, dirigida por Ron Carson, quien sería responsable por su gran éxito, «Seems Like I Got To Do Wrong» en 1970. Tras mudarse a la discográfica Janus Records en Nueva York, ellos continuarían produciendo música de parte de Ron Carson, antes de vender todas las grabaciones a Janus Records junto al grupo y luego grabando música en Filadelfia, Pensilvania a mediados de los 70. Su periodo de mayor éxito fue en los años 1980 con SOLAR Records (Sound Of Los Angeles Records), que era operado por el gerente de ese momento, Dick Griffey.
The Whispers abriría el segundo juego de la Serie Mundial de 1989 en el RingCentral Coliseum en Oakland, California con su interpretación del himno nacional de los Estados Unidos.
Marcus Hutson dejaría el grupo en 1992, debido a que se le detectó cáncer de próstata. Según la página de The Whispers, cuando Hutson falleció el 30 de mayo del 2000, prometieron nunca reemplazarlo y así comenzarían a cantar como un cuarteto.
Jerry McNeil dejaría su puesto como tecladista a finales de 1993 para pasar más tiempo con su familia.
En 2014, The Whispers serían incluidos en el Salón de la Fama Oficial del R&B
El equipo de compositores de Soul de Filadelfia, Alan Felder, Norman Harris, Bunny Sigler y Ronnie Baker proporcionarían varias canciones de The Whispers, incluyendo «A Mother for My Children» y «Bingo».
Nicholas Caldwell fallecería de insuficiencia cardíaca en su casa de San Francisco el 5 de enero de 2016.

## Premios y reconocimientos
- 18 de marzo de 1980 - Certificado de Oro de RIAA para el sencillo "And The Beat Goes On".[5]
- 18 de marzo de 1980 - The Whispers ganaría estatus de Oro y Platino por parte RIAA por el álbum, "The Whispers".[6]
- 12 de marzo de 1981 - The Whispers ganaría un Álbum de Oro de RIAA por la grabación de Imagination.[7]
- 9 de noviembre de 1982 - El álbum Love Is Where You Find It lograría ser su tercer Álbum de Oro.[6]
- 20 de julio de 1987 - The Whispers recibiría un Álbum de Oro por la grabación de Just Gets Better With Time.[7]
- 9 de febrero de 1988 - The Whispers recibiría un álbum de platino por la grabación de Just Gets Better With Time.[8]
- 24 de mayo de 1991 - The Whispers recibiría un álbum de oro por la grabación de More Of The Night[7]
- 2002 -The Whispers fueron honorados con un premio NAACP Image Awards
- 2003 - The Whispers fueron incluidos en el Salón de la Fama de Grupos Vocales.[9]
- 2005 - El San Francisco Chapter of the Grammy Awards presentó a The Whispers con un Premio Governors Awards, el más alto honor otorgado.[10]
- 2007 - The Whispers recibiría un American Black Music Award en Las Vegas.
- 2008 - The Whispers serían ganadores del Rhythm and Blues Foundation con un Pioneer Award.[11]
- 2012 - Premio Salón de la Fama del Soul.[12]
- 2013 - Presentó un premio Lifetime Achievement Award por sus 50 años en la industria de la música en The Soul Train Cruise.[13]
- 2014 - The Whispers fueron incluidos en el Salón de la Fama del R&B

## Miembros

### Miembros actuales
- Wallace Scotty Scott (Nacido el 23 de septiembre de 1943, Fort Worth, Texas) (1963 - Presente)
- Walter Scott (Nacido el 23 de septiembre de 1943, Fort Worth, Texas)(1963 - 2025)
- Leaveil Degree (Nacido el 31 de julio de 1948, Nueva Orleans, Luisiana)(1973 - Presente)

### Exmiembros
- Marcus Hutson (Nacido el 8 de enero de 1943, San Luis, Misuri, falleció el 23 de mayo del 2000) (1963 - 1992)
- Gordy Harmon (1963 - 1973)
- Don Otis Cooper (Nacido el 28 de septiembre de 1944 Los Ángeles, California, falleció el 23 de agosto de 1995) (1963 - 1964)
- Nicholas Caldwell (Nacido el 5 de abril de 1944, Loma Linda, California, falleció el 5 de enero de 2016 San Francisco, California) (1963 - 2016)[14]

### Exdirectores Musicales
- Grady "G" Wilkins Jr - músico, escritor, productor, vocalista, tecladista y director musical de The Whispers. (Nacido el 30 de diciembre de 1955 en San Francisco, California, falleció el 19 de diciembre de 2013)[15]
- Fulton L. Tashombe - músico renombrado, vocalista, compositor, arreglista, productor, ingeniero de audio, educador musical, actor, teclista y director musical de 'Headlights' (Nacido el 7 de enero de 1950 en San Francisco, California, falleció el 14 de octubre de 2017)[16]

### Músicos de apoyo
- Emilio Conesa - Guitarra
- John Valentino - Saxofón
- Dewayne Sweet - Teclado
- Reggie Rugley - Teclado, programación
- Magic Mendez - Productor, teclado, bajo, coro
- Gino Blacknell - Teclado, bajo
- Harmony Blackwell - Programación, coro
- Richard Aguan - Batería
- Aya Iwata - Teclado

## Discografía

### Álbumes de estudio
| 1970                                                                                      | The Whispers                                    | —   | —  | —  | —  |               | Soul Clock         |
| 1972                                                                                      | The Whispers' Love Story                        | 186 | 34 | —  | —  |               | Janus Records      |
| 1972                                                                                      | Life and Breath                                 | —   | 44 | —  | —  |               | Janus Records      |
| 1973                                                                                      | Planets of Life (relanzamiento de The Whispers) | —   | 48 | —  | —  |               | Janus Records      |
| 1974                                                                                      | Bingo                                           | —   | 40 | —  | —  |               | Janus Records      |
| 1976                                                                                      | One for the Money                               | 189 | 40 | —  | —  |               | Soul Train         |
| 1977                                                                                      | Open Up Your Love                               | 65  | 23 | —  | —  |               | Soul Train         |
| 1978                                                                                      | Headlights                                      | 77  | 22 | 80 | —  |               | SOLAR Records      |
| 1979                                                                                      | Whisper in Your Ear                             | 146 | 28 | —  | —  |               | SOLAR Records      |
| 1979                                                                                      | Happy Holidays to You                           | 201 | 50 | —  | —  |               | SOLAR Records      |
| 1979                                                                                      | The Whispers                                    | 6   | 1  | —  | —  | - US: Platino | SOLAR Records      |
| 1980                                                                                      | Imagination                                     | 23  | 3  | —  | 42 | - US: Oro     | SOLAR Records      |
| 1981                                                                                      | This Kind of Lovin'                             | 100 | 15 | —  | —  |               | SOLAR Records      |
| 1982                                                                                      | Love Is Where You Find It                       | 35  | 1  | —  | —  | - US: Oro     | SOLAR Records      |
| 1982                                                                                      | Happy Holidays to You (relanzamiento)           | —   | 58 | —  | —  |               | SOLAR Records      |
| 1983                                                                                      | Love for Love                                   | 37  | 2  | —  | —  |               | SOLAR Records      |
| 1984                                                                                      | So Good                                         | 88  | 8  | —  | —  |               | SOLAR Records      |
| 1987                                                                                      | Just Gets Better with Time                      | 22  | 3  | —  | 63 | - US: Platino | SOLAR Records      |
| 1990                                                                                      | More of the Night                               | 83  | 8  | —  | —  | - US: Oro     | Capitol            |
| 1994                                                                                      | Christmas Moments                               | —   | 42 | —  | —  |               | Capitol            |
| 1995                                                                                      | Toast to the Ladies                             | 92  | 8  | —  | —  |               | Capitol            |
| 1997                                                                                      | Songbook, Vol. 1: The Songs of Babyface         | —   | 27 | —  | —  |               | Interscope Records |
| 2006                                                                                      | For Your Ears Only                              | —   | 88 | —  | —  |               | Satin Tie          |
| 2009                                                                                      | Thankful                                        | 172 | 25 | —  | —  |               | Kingdom            |
| "—" Denota grabaciones que no fueron clasificadas o no fueron lanzados en ese territorio. |                                                 |     |    |    |    |               |                    |

### Álbumes en vivo
| Año                                   | Álbum               | Posición | Posición  | Discográfica |
| Año                                   | Álbum               | US       | US R&B/HH | Discográfica |
| ------------------------------------- | ------------------- | -------- | --------- | ------------ |
| 2007                                  | Live from Las Vegas | —        | —         | Satin Tie    |
| "—" Denota que el álbum no clasificó. |                     |          |           |              |

### Álbumes recopilatorios
| 1975                                                                               | Greatest Hits              | —   | 48 | Janus Records     |
| 1982                                                                               | The Best of the Whispers   | 180 | —  | SOLAR Records     |
| 1989                                                                               | Vintage Whispers           | —   | —  | SOLAR Records     |
| 1990                                                                               | In the Mood                | —   | —  | SOLAR Records     |
| 1990                                                                               | Greatest Hits              | —   | —  | Unidisc Music     |
| 1994                                                                               | 30th Anniversary Anthology | —   | —  | Sanctuary Records |
| 1996                                                                               | Greatest Slow Jams, Vol. 1 | —   | 87 | SOLAR Records     |
| 1997                                                                               | Greatest Hits              | —   | 89 | SOLAR Records     |
| 2000                                                                               | The Best of the Whispers   | —   | —  | EMI-Capitol       |
| 2001                                                                               | Early Gold & New Spins     | —   | —  | Cleopatra Records |
| 2001                                                                               | Greatest Slow Jams, Vol. 2 | —   | —  | SOLAR Records     |
| 2002                                                                               | Best of the Whispers       | —   | —  | BMG Int'l         |
| 2003                                                                               | Anthology                  | —   | —  | The Right Stuff   |
| "—" Denota que la grabación no fue clasificada o no fue lanzado en ese territorio. |                            |     |    |                   |

### Sencillos
| Año                                                                                   | Sencillo                                                 | Posición | Posición | Posición | Posición | Posición | Posición | Posición | Posición  | Posición | Posición |
| Año                                                                                   | Sencillo                                                 | BE (FLA) | FRA      | IRE      | NL       | NZ       | UK       | US       | US R&B/HH | US A/C   | US Dan   |
| ------------------------------------------------------------------------------------- | -------------------------------------------------------- | -------- | -------- | -------- | -------- | -------- | -------- | -------- | --------- | -------- | -------- |
| 1964                                                                                  | "It Only Hurts for a Little While"                       | —        | —        | —        | —        | —        | —        | —        | —         | —        | —        |
| 1965                                                                                  | "Never Again"                                            | —        | —        | —        | —        | —        | —        | —        | —         | —        | —        |
| 1965                                                                                  | "The Dip"                                                | —        | —        | —        | —        | —        | —        | —        | —         | —        | —        |
| 1965                                                                                  | "As I Sit Here"                                          | —        | —        | —        | —        | —        | —        | —        | —         | —        | —        |
| 1965                                                                                  | "Doctor Love"                                            | —        | —        | —        | —        | —        | —        | —        | —         | —        | —        |
| 1966                                                                                  | "I Was Born When You Kissed Me"                          | —        | —        | —        | —        | —        | —        | —        | —         | —        | —        |
| 1966                                                                                  | "Take a Lesson From the Teacher"                         | —        | —        | —        | —        | —        | —        | —        | —         | —        | —        |
| 1967                                                                                  | "You Got a Man on Your Hands"                            | —        | —        | —        | —        | —        | —        | —        | —         | —        | —        |
| 1967                                                                                  | "Needle in a Haystack"                                   | —        | —        | —        | —        | —        | —        | —        | —         | —        | —        |
| 1968                                                                                  | "Great Day"                                              | —        | —        | —        | —        | —        | —        | —        | —         | —        | —        |
| 1969                                                                                  | "I Was Born When You Kissed Me" (re-release)             | —        | —        | —        | —        | —        | —        | —        | —         | —        | —        |
| 1969                                                                                  | "The Time Will Come"                                     | —        | —        | —        | —        | —        | —        | —        | 17        | —        | —        |
| 1969                                                                                  | "What Will I Do"                                         | —        | —        | —        | —        | —        | —        | —        | —         | —        | —        |
| 1970                                                                                  | "Planets of Life"                                        | —        | —        | —        | —        | —        | —        | —        | —         | —        | —        |
| 1970                                                                                  | "Seems Like I Gotta Do Wrong"                            | —        | —        | —        | —        | —        | —        | 50       | 6         | —        | —        |
| 1970                                                                                  | "I'm the One"                                            | —        | —        | —        | —        | —        | —        | —        | —         | —        | —        |
| 1970                                                                                  | "There's a Love for Everyone"                            | —        | —        | —        | —        | —        | —        | 116      | 31        | —        | —        |
| 1971                                                                                  | "Your Love Is So Doggone Good"                           | —        | —        | —        | —        | —        | —        | 93       | 19        | —        | —        |
| 1971                                                                                  | "Where Have You Been"                                    | —        | —        | —        | —        | —        | —        | —        | —         | —        | —        |
| 1972                                                                                  | "Can't Help But Love You"                                | —        | —        | —        | —        | —        | —        | 114      | 35        | —        | —        |
| 1972                                                                                  | "I Only Meant to Wet My Feet"                            | —        | —        | —        | —        | —        | —        | —        | 27        | —        | —        |
| 1972                                                                                  | "Somebody Loves You"                                     | —        | —        | —        | —        | —        | —        | 94       | 45        | —        | —        |
| 1973                                                                                  | "P.O.W. - M.I.A. (Prisoners Of War - Missing In Action)" | —        | —        | —        | —        | —        | —        | —        | —         | —        | —        |
| 1973                                                                                  | "Feel Like Comin' Home"                                  | —        | —        | —        | —        | —        | —        | —        | —         | —        | —        |
| 1973                                                                                  | "A Mother for My Children"                               | —        | —        | —        | —        | —        | —        | 92       | 32        | —        | —        |
| 1974                                                                                  | "Bingo"                                                  | —        | —        | —        | —        | —        | —        | —        | 40        | —        | —        |
| 1974                                                                                  | "What More Can a Girl Ask For?"                          | —        | —        | —        | —        | —        | —        | —        | 60        | —        | —        |
| 1974                                                                                  | "Where There Is Love"                                    | —        | —        | —        | —        | —        | —        | —        | —         | —        | —        |
| 1975                                                                                  | "All I Ever Do (Is Dream of You)"                        | —        | —        | —        | —        | —        | —        | —        | —         | —        | —        |
| 1975                                                                                  | "Give a Little Love"                                     | —        | —        | —        | —        | —        | —        | —        | —         | —        | —        |
| 1975                                                                                  | "In Love Forever"                                        | —        | —        | —        | —        | —        | —        | —        | 40        | —        | —        |
| 1976                                                                                  | "One for the Money (Part 1)"                             | —        | —        | —        | —        | —        | —        | 88       | 10        | —        | 22       |
| 1976                                                                                  | "Living Together (In Sin)"                               | —        | —        | —        | —        | —        | —        | 101      | 21        | —        | —        |
| 1977                                                                                  | "You're Only as Good as You Think You Are"               | —        | —        | —        | —        | —        | —        | —        | 91        | —        | —        |
| 1977                                                                                  | "Make It with You"                                       | —        | —        | —        | —        | —        | —        | 94       | 10        | —        | 16       |
| 1977                                                                                  | "I'm Gonna Make You My Wife"                             | —        | —        | —        | —        | —        | —        | —        | 54        | —        | —        |
| 1978                                                                                  | "(You're A) Special Part of My Life"                     | —        | —        | —        | —        | —        | —        | —        | —         | —        | —        |
| 1978                                                                                  | "(Let's Go) All the Way"                                 | —        | —        | —        | —        | —        | —        | 101      | 10        | —        | —        |
| 1978                                                                                  | "(Olivia) Lost and Turned Out"                           | —        | —        | —        | —        | —        | —        | —        | 13        | —        | —        |
| 1978                                                                                  | "Happy Holidays to You"                                  | —        | —        | —        | —        | —        | —        | —        | —         | —        | —        |
| 1979                                                                                  | "Can't Do without Love"                                  | —        | —        | —        | —        | —        | —        | —        | 43        | —        | —        |
| 1979                                                                                  | "Homemade Lovin'"                                        | —        | —        | —        | —        | —        | —        | —        | 66        | —        | —        |
| 1979                                                                                  | "A Song for Donny"                                       | —        | —        | —        | —        | —        | —        | —        | 21        | —        | —        |
| 1979                                                                                  | "And the Beat Goes On"                                   | 30       | 12       | 14       | 19       | 7        | 2        | 19       | 1         | —        | 1        |
| 1980                                                                                  | "Lady"                                                   | —        | —        | —        | —        | —        | 55       | 28       | 3         | 40       | —        |
| 1980                                                                                  | "My Girl"                                                | —        | —        | —        | —        | —        | 26       | —        | —         | —        | —        |
| 1980                                                                                  | "Out the Box"                                            | —        | —        | —        | —        | —        | —        | —        | —         | —        | —        |
| 1980                                                                                  | "Imagination"                                            | —        | —        | —        | —        | —        | —        | —        | —         | —        | —        |
| 1981                                                                                  | "It's a Love Thing"                                      | 9        | 10       | 17       | 11       | —        | 9        | 28       | 2         | —        | 4        |
| 1981                                                                                  | "I Can Make It Better"                                   | —        | —        | —        | —        | —        | 44       | 105      | 40        | —        | 4        |
| 1981                                                                                  | "This Kind of Lovin'"                                    | —        | —        | —        | —        | —        | —        | —        | 17        | —        | 20       |
| 1981                                                                                  | "I'm the One for You"                                    | —        | —        | —        | —        | —        | —        | —        | —         | —        | —        |
| 1982                                                                                  | "In the Raw"                                             | —        | —        | —        | —        | —        | —        | 103      | 8         | —        | 8        |
| 1982                                                                                  | "Emergency"                                              | —        | —        | —        | —        | —        | —        | —        | 22        | —        | —        |
| 1982                                                                                  | "Love is Where You Find It"                              | —        | —        | —        | —        | —        | —        | —        | —         | —        | —        |
| 1983                                                                                  | "Tonight"                                                | —        | —        | —        | —        | —        | —        | 84       | 4         | —        | 18       |
| 1983                                                                                  | "Keep on Lovin' Me"                                      | —        | —        | —        | —        | —        | —        | —        | 4         | —        | 18       |
| 1983                                                                                  | "This Time"                                              | —        | —        | —        | —        | —        | 81       | 110      | 32        | —        | —        |
| 1984                                                                                  | "Contagious"                                             | 33       | —        | —        | —        | —        | 56       | 105      | 10        | —        | 59       |
| 1985                                                                                  | "Some Kinda Lover"                                       | —        | —        | —        | —        | —        | 91       | 106      | 17        | —        | —        |
| 1985                                                                                  | "Don't Keep Me Waiting"                                  | —        | —        | —        | —        | —        | —        | —        | 60        | —        | —        |
| 1985                                                                                  | "Hello Stranger" (con Carrie Lucas)                      | —        | —        | —        | —        | —        | —        | —        | 20        | —        | —        |
| 1987                                                                                  | "And the Beat Goes On" (relanzamiento)                   | 26       | 39       | —        | —        | —        | 45       | —        | —         | —        | —        |
| 1987                                                                                  | "Rock Steady"                                            | —        | —        | —        | 45       | —        | 38       | 7        | 1         | 49       | —        |
| 1987                                                                                  | "Special F/X"                                            | —        | —        | —        | —        | —        | 69       | —        | —         | —        | —        |
| 1987                                                                                  | "Just Gets Better with Time"                             | —        | —        | —        | —        | —        | —        | —        | 12        | —        | —        |
| 1987                                                                                  | "In the Mood"                                            | —        | —        | —        | —        | —        | —        | —        | 16        | —        | —        |
| 1988                                                                                  | "No Pain, No Gain"                                       | —        | —        | —        | —        | —        | 81       | —        | 74        | —        | —        |
| 1990                                                                                  | "Innocent"                                               | —        | —        | —        | —        | —        | —        | 55       | 3         | —        | —        |
| 1990                                                                                  | "My Heart Your Heart"                                    | —        | —        | —        | —        | —        | —        | —        | 4         | —        | —        |
| 1990                                                                                  | "Mind Blowing"                                           | —        | —        | —        | —        | —        | —        | —        | —         | —        | —        |
| 1990                                                                                  | "Give It to Me"                                          | —        | —        | —        | —        | —        | —        | —        | —         | —        | —        |
| 1991                                                                                  | "Is It Good to You"                                      | —        | —        | —        | —        | —        | —        | —        | 7         | —        | —        |
| 1991                                                                                  | "I Want 2B the 1 4U"                                     | —        | —        | —        | —        | —        | —        | —        | 58        | —        | —        |
| 1995                                                                                  | "Make Sweet Love to Me"                                  | —        | —        | —        | —        | —        | —        | —        | 41        | —        | —        |
| 1995                                                                                  | "Come on Home"                                           | —        | —        | —        | —        | —        | —        | —        | 60        | —        | —        |
| 1996                                                                                  | "I'm Gonna Make You My Wife" (relanzamiento)             | —        | —        | —        | —        | —        | —        | —        | —         | —        | —        |
| 1996                                                                                  | "Caravan of Love" (con Russ Freeman & the Rippingtons)   | —        | —        | —        | —        | —        | —        | —        | 89        | —        | —        |
| 1997                                                                                  | "My, My, My"                                             | —        | —        | —        | —        | —        | —        | —        | 73        | —        | —        |
| 2002                                                                                  | "Where There Is Love" (relanzamiento)                    | —        | —        | —        | —        | —        | —        | —        | —         | —        | —        |
| "—" Denota grabaciones que no fueron clasificadas o no fue lanzado en ese territorio. |                                                          |          |          |          |          |          |          |          |           |          |          |